# Ponte di comando

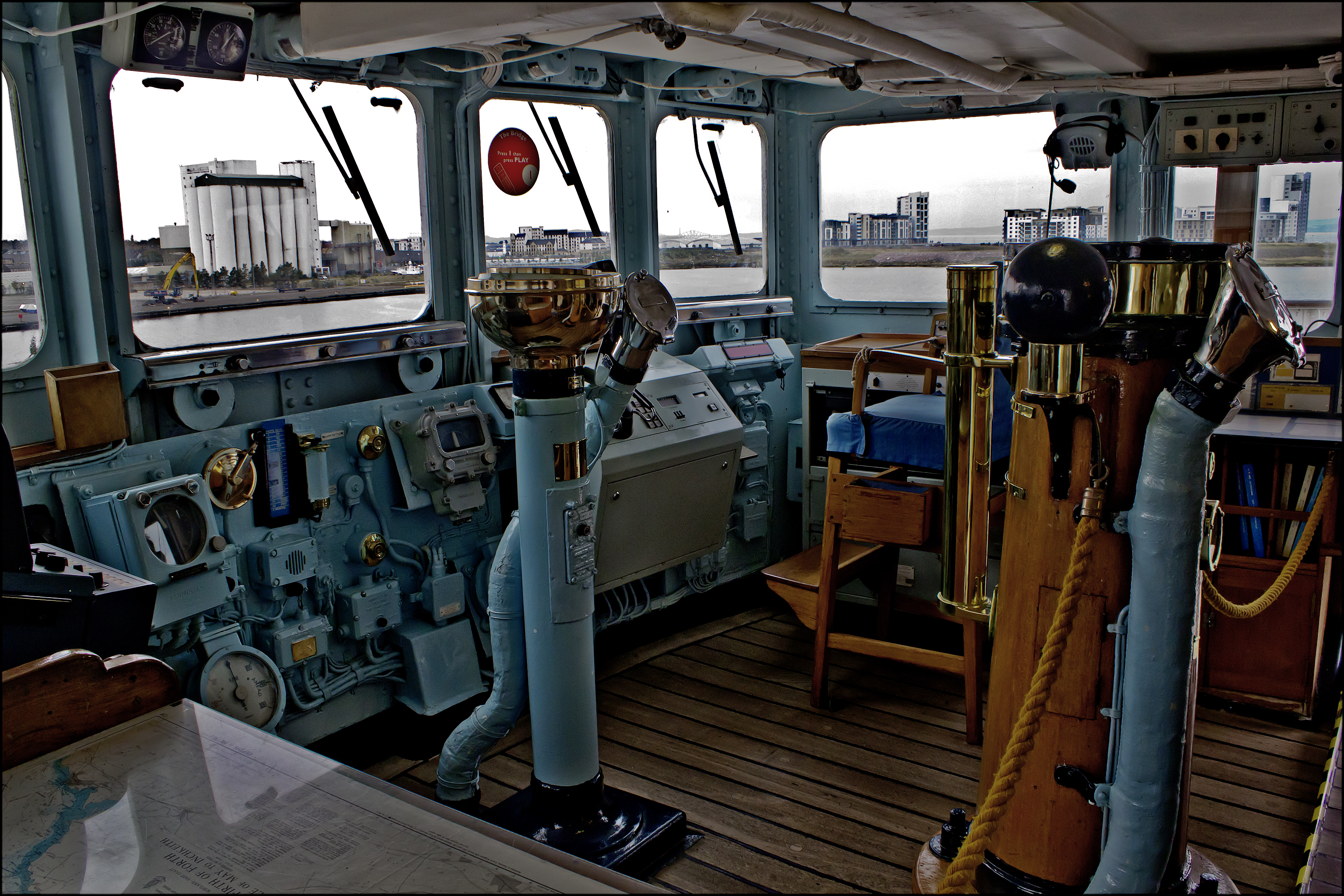
Ponte di comando di una nave

Il ponte di comando o plancia è un locale dal quale il comandante governa una nave. È in genere posto in una posizione rilevata sulla prua della nave, e può, nel caso di navi di grandi dimensioni, sporgere a sinistra e a dritta con delle balconate per permettere agli addetti al servizio di ponte e di navigazione di avere una visuale il più possibile ampia dell'orizzonte circostante, per poter così gestire con sicurezza e nella massima ergonomia tutte le attività relative alla condotta della navigazione e alle varie necessità della manovra sia in mare che in acque portuali.
È il luogo ove vengono tenute le dotazioni nautiche e le apparecchiature elettroniche utili per la condotta della navigazione, come il timone, la bussola, i controlli del motore e altri strumenti accessori (ad esempio radar, radio...). In passato su navi più tradizionali la plancia comprendeva una sala nautica e una timoneria, mentre sulle navi moderne vi è un ambiente unico dal quale si possono espletare anche le operazioni relative alla gestione della manovra dell'acqua di zavorra e parte delle operazioni relative alla propulsione.
Ai lati del ponte di comando esistono delle particolari pensiline sospese, le quali sporgendo ai lati della nave oltre la massima larghezza della nave stessa, danno la possibilità al comandante, agli ufficiali ed al pilota, quando questo è a bordo, di poter guardare la nave in tutta la sua lunghezza. Queste particolari sistemazioni sono comunemente chiamate ali di plancia o in inglese "Flying bridge deck".